# M75 (trasporto truppe)
Il veicolo trasporto truppe M75 statunitense fu prodotto tra il dicembre 1952 ed il febbraio 1954, ed impiegato nella guerra di Corea; tuttavia presto venne sostituito dal M59 più piccolo, più leggero e dotato di capacità anfibia. I M75 dismessi furono ceduti al Belgio, dove rimasero in servizio fino ai primi anni ottanta. Furono prodotti in tutto 1.729 esemplari.

## Sviluppo
Verso la fine della seconda guerra mondiale fu sviluppato il M44 (T16), un veicolo trasporto truppe blindato, cingolato, completamente chiuso, basato sullo scafo del cacciacarri M18 Hellcat. Il M44 era un mezzo grande e pesante (23 tonnellate), che trasportava 24 fanti oltre a pilota, cannoniere e capocarro. Fu testato a Fort Knox e nel Aberdeen Proving Ground dopo la fine della guerra, ma alla fine l'US Army rifiutò il progetto in quanto troppo grande per una squadra di fanteria, che al tempo prevedeva un organico di 10 uomini. I pochi M44 realizzati furono quindi relegati a ruoli ausiliari.
Il 21 settembre 1945 fu emesso un requisito per un veicolo trasporto truppe capace di trasportare una squadra di fanteria, basato sullo chassis del trasporto T43. Il 26 settembre 1946 fu quindi approvato lo sviluppo dell'"armored utility vehicle" T18, con un contratto per la produzione di 4 prototipi assegnato alla International Harvester.
Il mockup originale, disegnato per trasportare 14 persone incluso l'equipaggio, era armato con due mitragliatrici Browning M2 da 12,7 mm a controllo remoto, azionabili dal capocarro o dai cannonieri. Sul primo prototipo di T18 venne eliminato il secondo pilota, ma manteneva le mitragliatrici a controllo remoto. Il prototipo T18E1 era disarmato ed aveva una alta cupola corazzata per il comandante, poi sostituita da vari affusti ed infine dalla cupola M13 armata di mitragliatrice da 12,7 mm. Il prototipo T18E2 sostituiva la cupola del comandante con un affusto T122, che poteva montare sia una Browning M2 calibro 12,7 mm che una Browning M1919 calibro 7,62 mm.
I prototipi erano originariamente motorizzati con un Continental AO-895-2 esacilindrico a benzina, raffreddato ad aria, con scarico dei gas attraverso griglie laterali sullo scafo. Questo motore fu sostituito sul prototipo T18E1 da un AO-895-4, con tubo di scappamento fissato orizzontalmente sulla parte frontale dello scafo.
Dopo le prove di accettazione, il T18E1 fu ordinato nel 1952 con la denominazione di M75. Un primo ordine di 1.000 mezzi fu assegnato alla International Harvester, seguito da un secondo ordine da 730 pezzi alla FMC Corporation. Nel corso della produzione di serie furono apportate numerose modifiche al fine di ridurre i costi e la complessità costruttiva: il numero degli ammortizzatori fu dimezzato da quattro a due ed il generatore ausiliario fu eliminato; i due serbatoi da 75 galloni in gomma furono sostituiti da un singolo serbatoio metallico da 150 galloni.
Il M75condivideva molti elementi dello scafo e delle sospensioni con il carro armato leggero M41 Walker Bulldog, anche questo dotato di un motore Continental raffreddato ad aria.
Il costo unitario era di circa 72.000 dollari, fattore che contribuì al precoce sospensione della produzione. Alto difetto del progetto era la sagoma particolarmente alta e le ventole di raffreddamento del motore particolarmente vulnerabili al fuoco delle armi portatili. Il sistema di guida, basato su una trasmissione "cross-drive" azionata da due frizioni di sterzo, risultò invece largamente superiore a quello del suo sostituto, il M59.

## Descrizione
Il M75 aveva uno scafo in acciaio saldato, con spessori frontali variabili da 2,5 a 3,8 cm, che grazie all'inclinazione delle piastre diventavano 4–5 cm sul piano orizzontale. Il peso a pieno carico era di 19 tonnellate. La configurazione generale del mezzo era quella di tutti i successivi APC americani: il pilota sedeva nella parte frontale sinistra dello scafo, con alla sua destra il motore a benzina Continental AO-895-4, 6 cilindri raffreddato ad aria. Questo erogava 295 hp a 2.660 giri al minuto, spingendo il veicolo ad una velocità massima di 69 km/h. Il serbatoio da 569 litri consentiva un'autonomia di 185 km. Il treno di rotolamento era costituito da 5 ruote portanti e tre ruote reggi-cingolo. Il pilota disponeva di un periscopio da visione notturna M19 ad infrarossi e di quattro periscopi diurni M17. Dietro a pilota e motore prendeva posto, al centro del veicolo, il capocarro, che aveva a disposizione 6 iposcopi. La cupola del capocarro era armata solitamente con una mitragliatrice Browning M2, con una dotazione totale di 1.800 colpi. I fanti sedevano dietro al capocarro in un largo compartimento. In aggiunta il mezzo poteva essere armato con un M20 Super Bazooka con 10 colpi e 180 cartucce per carabina M1/M2.
Altre caratteristiche:
- guado: 1,2 m (2 m con apposito kit)
- gradino: 0,45 m
- trincea: 1,6 m
- pendenza superabile: 60%